# Rădăcinești (okręg Vâlcea)
Rădăcinești – wieś w Rumunii, w okręgu Vâlcea, w gminie Berislăvești. W 2011 roku liczyła 723 mieszkańców.